# Сапожко, Игорь Васильевич
Игорь Васильевич Сапожко (род. 1 сентября 1977, Киев) — городской голова города Бровары с 2010 года, исполнял обязанности мэра города с 2008 года. Депутат и секретарь Броварского городского совета с 2006 года, выдвигался по спискам ВО «Батькивщина». На должность городского головы в 2010 году баллотировался от Партии регионов, из которой вышел под конец Евромайдана — 20 февраля 2014 года.

## Детство и юношество
Игорь Сапожко родился 1 сентября 1977 года в Киеве. Семья жила на улице Архитектора Вербицкого на Харьковском массиве столицы.

## Образование
С 2002 по 2007 год учился по юридической специальности «Правоведение» в Киевском национальном университете внутренних дел (ныне академия).
В 2010 году, уже будучи мэром, получил второе высшее образование и получил степень магистра по специальности «государственное управление» в Национальной академии государственного управления при Президенте Украины.

## Карьера
С 1996 по 2006 год Игорь Сапожко был помощником депутата. По утверждению некоторых СМИ, этот факт из биографии не соответствует действительности.
В выпуске газеты «Киевские ведомости» от 29 апреля 1998 года рассказали историю о конфликте и последующем вооружённом нападении на охрану киоска на Харьковском массиве Киева, произошедшем 27 апреля, в результате которого погиб 23-летний Иван Касьяненко. После этого в газете «Факты и комментарии» от 26 мая 1998 года появилось объявление от Харьковского РУ ГУ МВД Украины в городе Киеве с сообщением о розыске. Среди четырёх мужчин, которых правоохранители объявили в розыск, был Игорь Сапожко. В 2015 году в ответ на депутатский запрос Министерство внутренних дел сообщило, что выяснить все обстоятельства происшествия невозможно, поскольку материалы уголовного дела передали в прокуратуру. По информации Генеральной прокуратуры Украины, предоставленной в том же году, материалы дела были уничтожены.
По данным официальной биографии, с 25 ноября 2000 года по 15 сентября 2003 года Игорь Сапожко работал водителем: сначала в МЧП «Искандер», впоследствии в ЗАО «Познякижилстрой». С 17 ноября 2004 года — работал менеджером-консультантом в ОАО «Лопас», годом ранее получив должность юрисконсульта.
26 марта 2006 года Игорь Сапожко был избран депутатом Броварского городского совета на местных выборах по спискам ВО «Батькивщина». С 17 мая 2006 года он вступил в должность секретаря горсовета. С 24 июля 2008 года, после выражения недоверия предыдущему главе Виктору Антоненко, стал исполняющим обязанности председателя Броварского городского совета.
В начале 2010 года, сразу после прихода к власти в Украине Виктора Януковича, Игорь Сапожко переходит в ряды Партии регионов. На местных выборах 31 октября 2010 он баллотировался от этой политической силы — на должность городского головы Броваров. 2 ноября 2010 года он был провозглашён победителем на выборах.
В 2012 и 2013 годах Игоря Сапожко номинировали на титул украинской премии «Человек года» в номинации «Городской голова года». Победителем он не стал.
20 февраля 2014 года Игорь Сапожко объявил о своём выходе из Партии регионов и о прекращении существования фракции партии в Броварском городском совете.
Вече на площади Свободы в Броварах с требованием отставки Игоря Сапожко с должности городского головы состоялось 24 февраля 2014 года.
27 сентября 2015 как беспартийный Игорь Сапожко выдвинул свою кандидатуру на должность городского головы Броваров на местных выборах 2015 как самовыдвиженец. Однако, согласно материалам предвыборной агитации, Игорь Сапожко и Украинская партия «Единство» (председатель — Александр Омельченко) шли на выборах общей командой. 29 октября стали известны результаты выборов, согласно которым городским председателем Броваров остался Игорь Сапожко.
Избран на местных перевыборах 17 января 2021 председателем совета Броварской ОТГ, где выдвигался от партии своего имени — Команды Игоря Сапожко «Единство».